# Batalha de Mišar

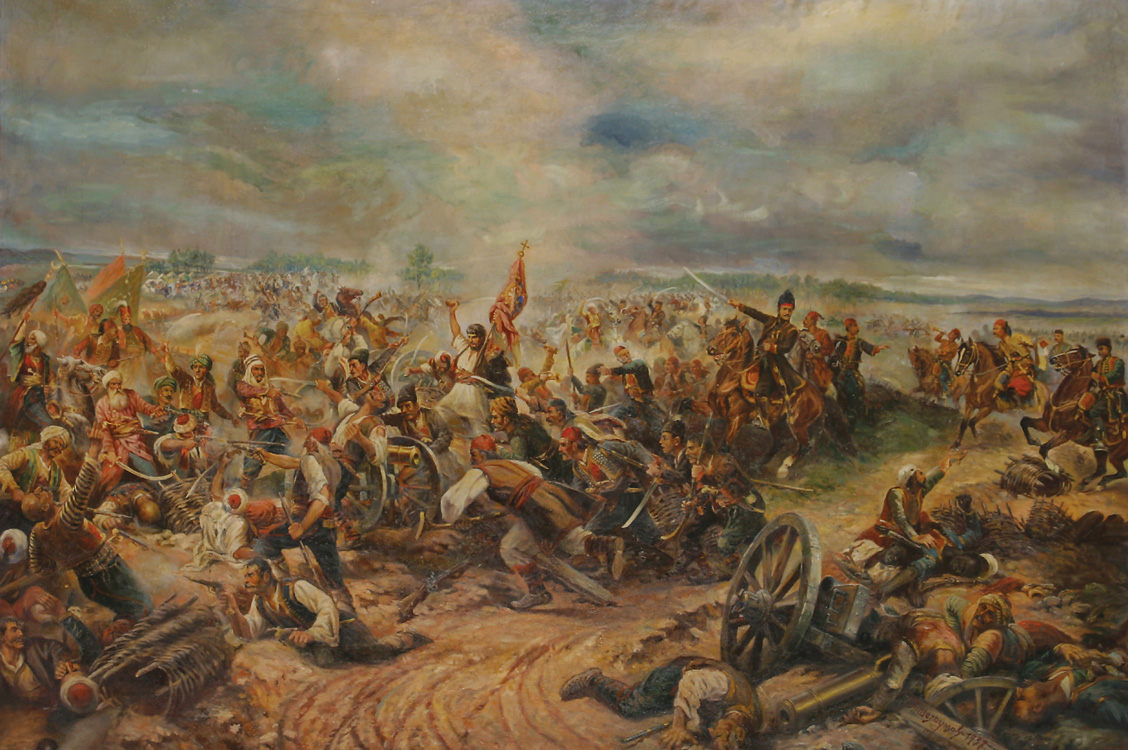
A Batalha de Mišar por Afanasij Scheloumoff

A Batalha de Mišar (sérvio: бој на Мишару) foi travada entre revolucionários sérvios (7 000 homens de infantaria e 2 000 de cavalaria) e um exército otomano (40 000 tropas mais vários oficiais de artilharia francesa), ocorreu de 12 a 15 de agosto de 1806 durante a Primeira Revolta Sérvia. Depois de repelir uma força turca em Ivanovac, os insurgentes sérvios sob Karađorđe assumiram uma posição forte, entrincheirados em arandelas no campo de Mišar Hill, perto de Šabac, a oeste de Belgrado. Por dois dias consecutivos, eles enfrentaram um ataque caro por um exército turco e seus aliados bósnios. No terceiro dia, a cavalaria sérvia atacou e derrotou os turcos, os insurgentes conquistaram as cidadelas de Šabac e Belgrado.

## Batalha
A luta começou em Mišar Hill, com uma carga inicial da cavalaria sipahi otomana seguida por uma carga de suas unidades de infantaria lideradas pelo capitão bósnio Mehmed-beg Kulenović de Zvornik. Os rebeldes sérvios fizeram uma arandela em forma de quadrado, que media 300 x 280 m. O líder rebelde Karađorđe permaneceu nas fortificações para manter o moral dos homens. A fortificação tinha trincheiras ao seu redor. O plano consistia em Karađorđe e a infantaria permanecerem na fortificação, enquanto a cavalaria sérvia liderada por Luka Lazarević e Miloš Obrenović esperaria o momento de atacar. A cavalaria rebelde sérvia, destinada como reserva, estava situada perto da vala perto da aldeia de Žabar. Os atiradores sérvios estavam divididos em duas linhas no parapeito da arandela, e ao lado deles havia duas linhas de homens que carregavam os mosquetes na trincheira ao lado do parapeito.
Os atiradores e artilheiros sérvios derrubaram a primeira linha de cavalaria e o pânico atingiu as linhas otomanas quando os cavaleiros recuaram para a infantaria liderada por Kulenović. No entanto, os otomanos logo se reagruparam e enfrentaram a infantaria sérvia. A certa altura, os soldados sérvios entraram em pânico e recuaram para a fortaleza da arandela, mas Karađorđe pegou seu sabre e ordenou que voltassem aos seus postos. Em seguida, ele sinalizou para o ataque da cavalaria sérvia das extremidades opostas com dois tiros de canhão simultâneos. Kulenović e as tropas otomanas restantes continuaram os esforços assimétricos contra os avanços dos rebeldes sérvios. Então Luka Lazarević atacou a cavalaria, quebrou a linha otomana e a cavalaria se dividiu em duas partes. Uma parte atacou corajosamente a artilharia otomana. A primeira fila foi morta, mas o resto matou todos os artilheiros, Sulejman Pasha Skopljak estava comemorando cedo demais. As lutas em Mišar duraram vários dias com perdas mútuas, mas a própria batalha terminou com o colapso do centro otomano e a exposição das colunas direita e esquerda. Kulenović e suas tropas bósnias foram mortos no campo de batalha. Algumas fontes sérvias dizem que Kulenović foi morto em um duelo com Luka Lazarević, no qual Luka foi ferido. Outras fontes dizem que Kulenović foi morto por fuzileiros que o emboscaram após o duelo. O restante do exército bósnio otomano fugiu em pânico do campo de batalha. Alguns cruzaram Drina, alguns foram mortos e alguns cruzaram Sava.

## Consequências
A batalha forçou os otomanos (mais de 6 000 mortos) a recuar e proporcionou uma vitória militar e moral significativa para os rebeldes sérvios (cerca de 500 mortos).